# Конкордия (Аргентина)
Конко́рдия исп. Concordia — город в Аргентине, на северо-востоке провинции Энтре-Риос, на границе с Уругваем. Административный центр департамента Конкордия.

## География
С городом Сальто Конкордию разделяет река Уругвай, Конкордия расположена на её правом берегу.
Автомобильное и железнодорожное сообщение с Сальто осуществляется по мосту Сальто-Гранде.
Имеется речной порт, аэропорт. Железными дорогами и автодорогами связан с другими крупными городами страны.

## История
В 1757 году на восточном берегу реки Уругвай (на месте современного города Сальто) был возведён форт Сан-Антонио-де-Сальто-Чико, но в 1763 году он был оставлен. Иезуиты продолжали использовать постройки в своих целях, но в 1769 году поселение было уничтожено наводнением, и поэтому было принято решение перенести его на западный берег реки. С 1776 года там начал функционировать порт Сан-Антонио-де-Сальто-Чико.
В 1811 году сюда вместе с Хосе Хервасио Артигасом прибыли тысячи людей, покинувших Восточную полосу. Они оставались здесь до сентября 1812 года.
Резкий исход населения из верховьев реки Уругвай привёл к исчезновению деревень и городков, поддерживавших традиционные маршруты. В результате последовавших гражданских войн район Сальто-Чико практически полностью обезлюдел. Тем временем на противоположном берегу реки возник город Сальто. В 1832 году Конгресс провинции Энтре-Риос принял решение основать на месте бывшего Сальто-Чико город Конкордия.
В последующую эпоху гражданских войн городок не раз подвергался разрушениям и разграблениям, но возрождался вновь, и в 1851 году получил статус города (сьюдад).